# 庞克瑟托尼
庞克瑟托尼（英語：Punxsutawney，/ˌpʌŋksəˈtɔːni/）是一個隸屬於美国宾夕法尼亚州傑佛遜縣的城鎮，位於匹茲堡東北方約135公里，人口約5,962人。
該鎮最著名的為土撥鼠日的活動。每年的2月2日土撥鼠日，都會由当地最著名的天气预测土拨鼠“费尔”公布天气预测结果。

## 圖集

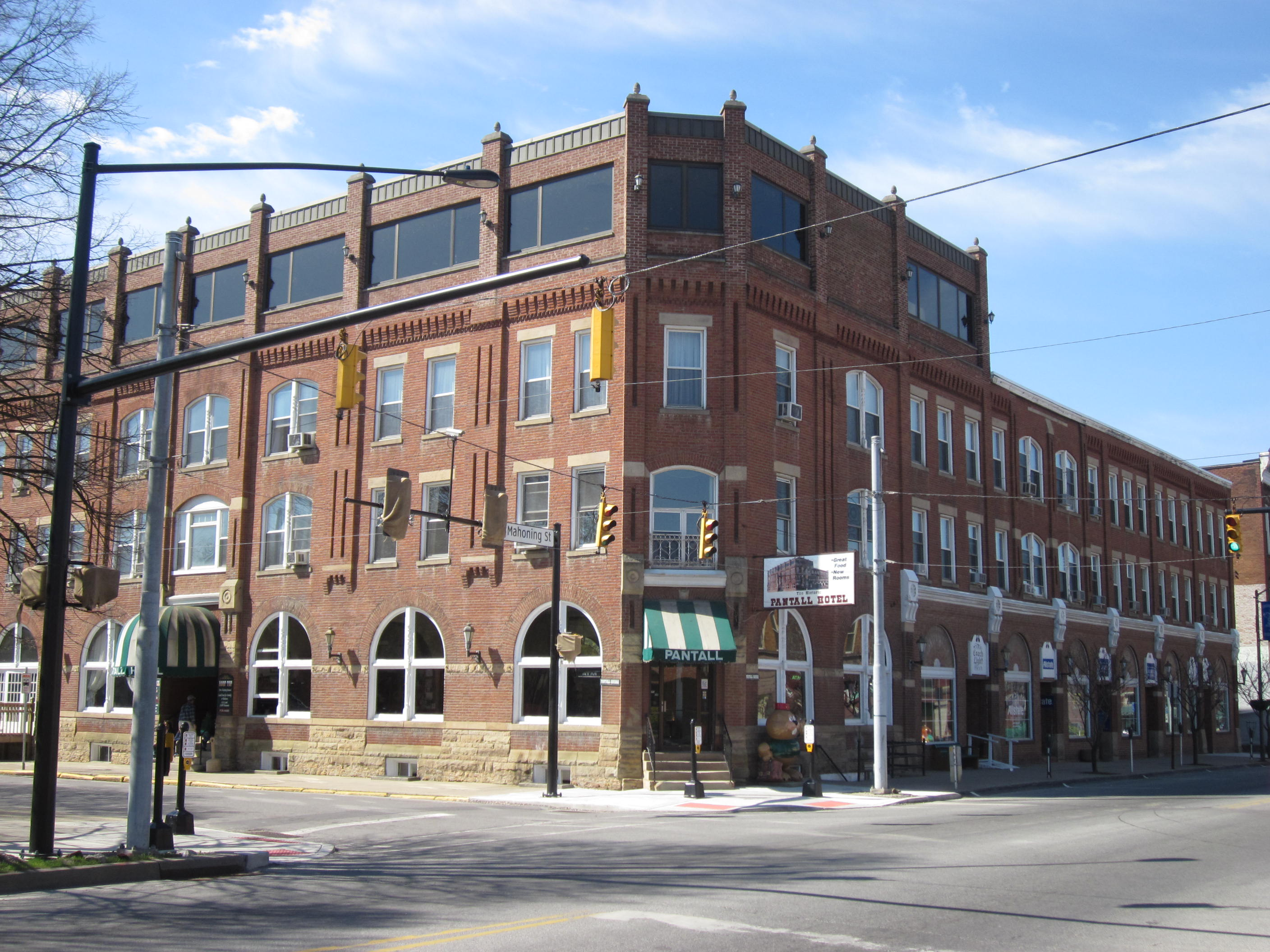
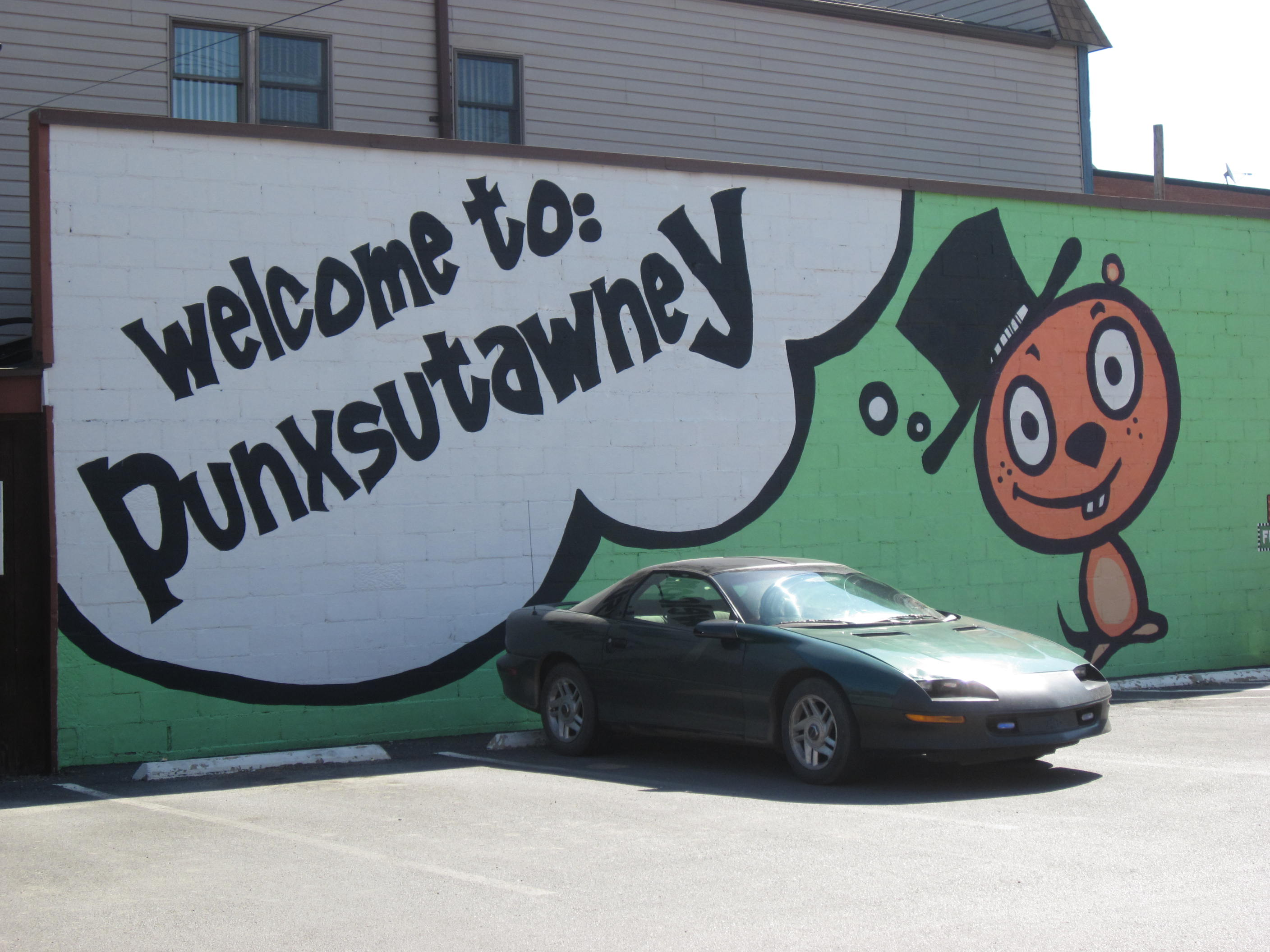
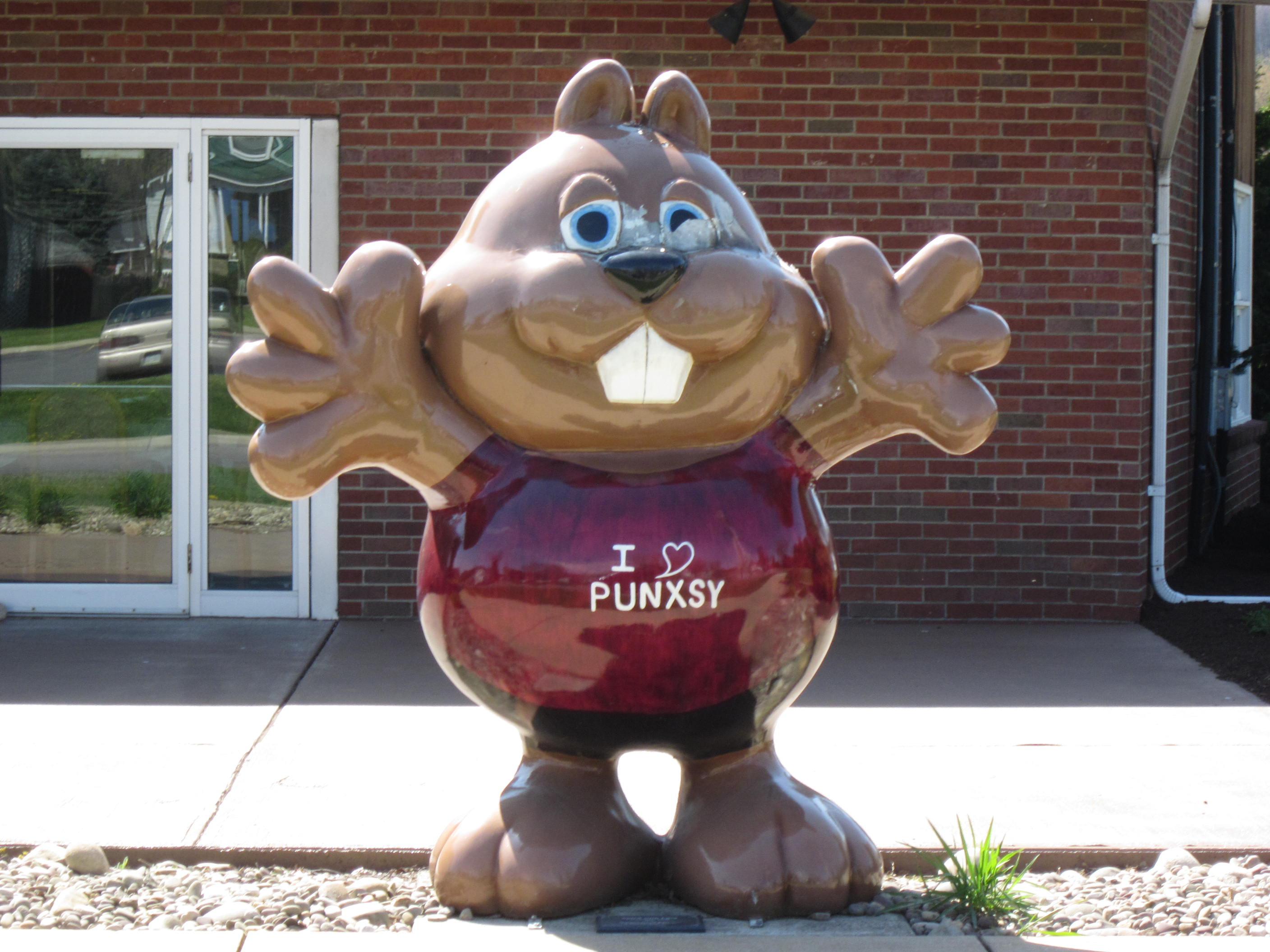
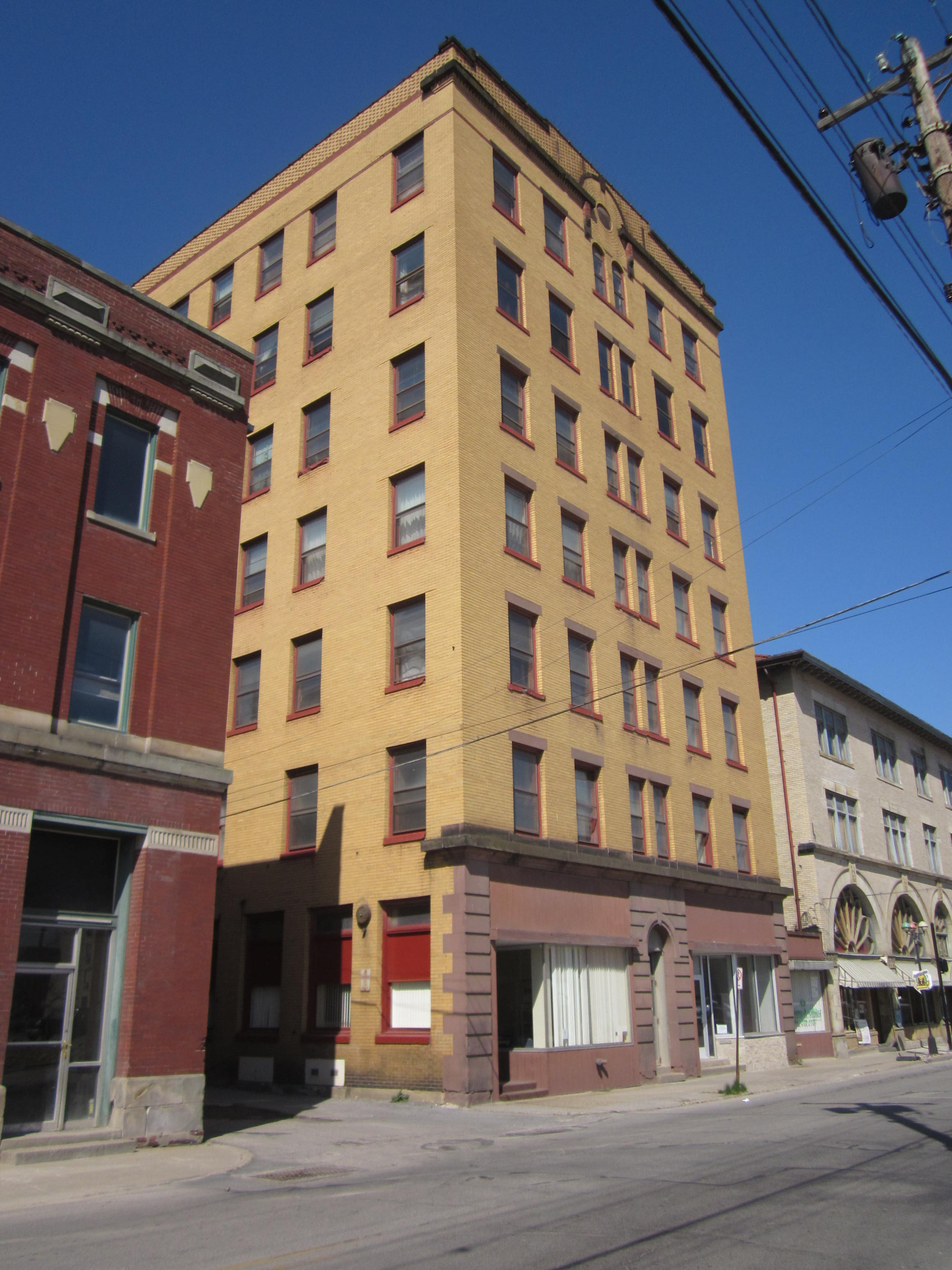
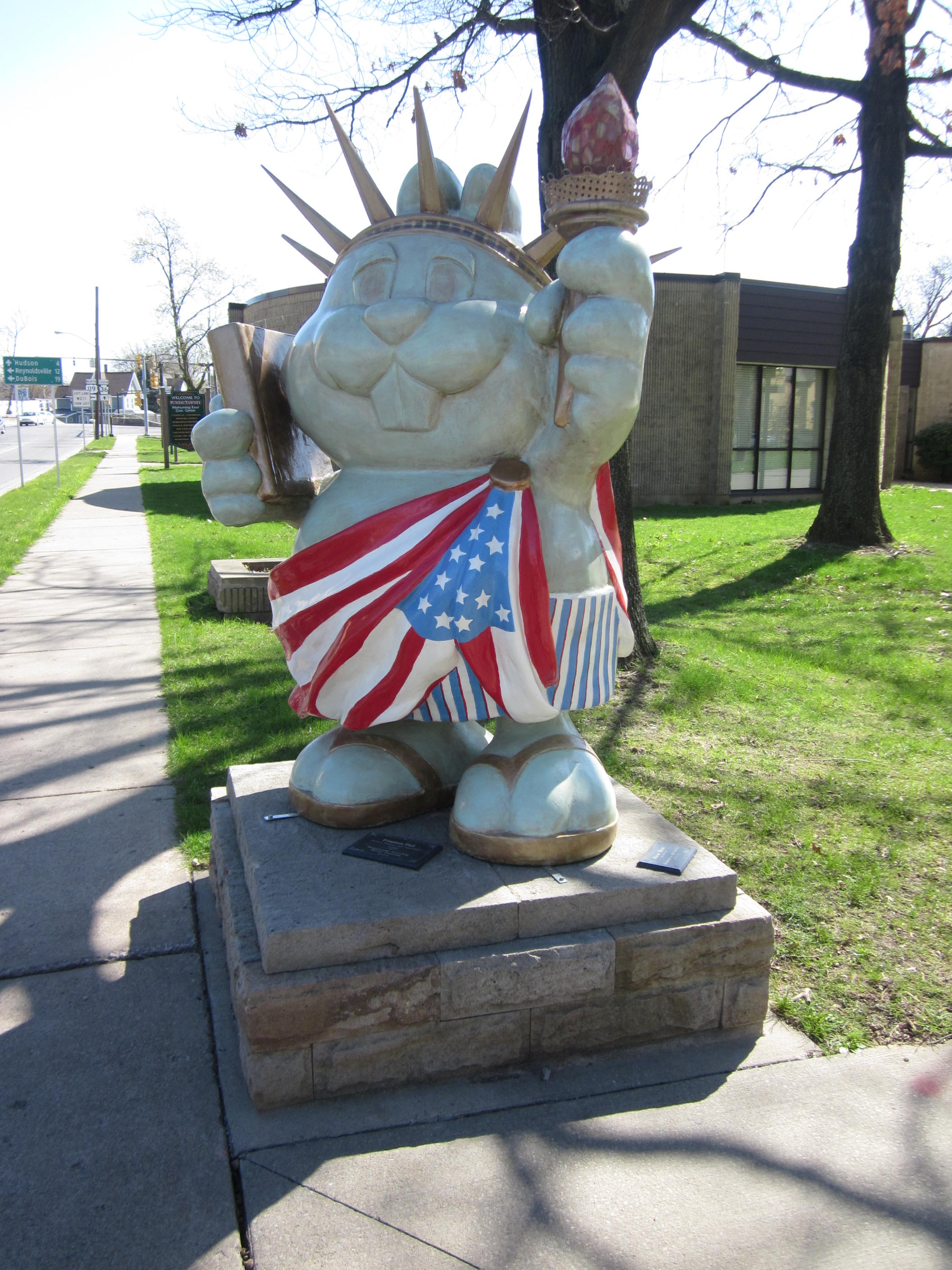